# 地仙
地仙，凡間的神仙。
仙有五等，分為尸解仙、鬼仙、人仙、地仙、天仙（一說為鬼仙、人仙、地仙、神仙、天仙），地仙比天仙低一級，屬於中等階級。
屬於「尚有肉身」的生命體，已具備神仙與天仙的基本條件，只是未证大道，无法成为天仙。成為地仙已經不受到自然界的各種限制，而能來去自如，並能幻化、氣化、炁化，以各種形象執行任務，亦可暫時離開肉體，而將肉身封存。

## 地仙其他释义
1. 方士称住在人间的仙人。 晋 葛洪 《抱朴子·论仙》：“按《仙经》云：‘上士举形升虚，谓之天仙；中士游於名山，谓之地仙；下士先死后蜕，谓之尸解仙。’”《云笈七签》卷一一四：“此飞仙之所服，非地仙之所闻。” 清 薛福成 《庸盦笔记》卷三：“ 罗浮山 中有 黄道人 ，相传 东晋 时， 葛洪 炼丹仙去， 道人 捞其鼎中余丹吞之，遂为地仙。时时披发氅衣，出行山中。”
2. 地仙也称为遍知真人，既阳神是也，三花聚顶，五气朝元，一点真阳点化浑身阴质，可神游于日光之下，神游所至，便是能知，所以号称遍知真人。
3. 比喻闲散享乐的人。 唐 李涉 《秋日过员太祝林园》诗：“望水寻山二里余，竹林斜到地仙居。”《新五代史·杂传·张筠》：“ 筠 居 洛阳 ，拥其赀，以酒色声妓自娱足者十余年，人谓之‘地仙’。” 宋 苏轼 《李行中秀才醉眠亭》诗：“已向闲中作地仙，更於酒里得天全。”
4. 比喻美丽的女子。 元 张可久 《醉太平·席上有赠》曲：“风流地仙，体态天然，画图谁敢鬭婵娟。” 清 鹅湖逸士 《老狐谈历代丽人记》：“吾所见丽人，约须分三等……有跨越一代之丽，此其人皆已至地仙神仙之地位。